# Peter Oehme (Schauspieler)
Peter Oehme (* 11. Januar 1920 in Dresden; † Juli 2001 in Jena) war ein deutscher Schauspieler und Theaterregisseur.
Er machte 1938 sein Abitur und besuchte nach kurzer Militärdienstzeit 1940 bis 1941 die Schauspielschule Dresden. 1942 erhielt er ein Engagement an den Städtischen Bühnen Leipzig, wo er bis 1949 blieb. Zu seinen Rollen hier zählten Ruprecht in Der zerbrochne Krug, Major von Tellheim in Minna von Barnhelm, die Titelfigur in Don Carlos und Wurm in Kabale und Liebe.
Von 1949 bis 1952 wirkte er an den Bühnen der Hansestadt Lübeck, wo er 1950 als Brackenburg in Egmont zu sehen war. Von 1952 bis 1956 agierte er an den Städtischen Bühnen von Freiburg im Breisgau, unter anderem als Titelfigur in Goldonis Der Lügner. Von 1956 bis 1964 gehörte er zum Ensemble am Schauspielhaus Zürich, wo er später noch öfter gastierte. Hier verkörperte er zum Beispiel Valentin in Faust und Streckmann in Rose Bernd.
Seit 1968 gab er jährlich Gastspiele an der Komödie Düsseldorf und betätigte sich auch als Regisseur, unter anderem am Theater Aachen. Ab 1962 war Oehme Schauspieler beim Fernsehen, besonders bei Theateradaptionen. Seine Tochter ist die Schauspielerin Franziska Oehme.

## Filmografie
| - 1962: Fuhrmann Henschel - 1963: Reisender ohne Gepäck - 1963: Schwäbische Geschichten (Serie) - 1964: Eiche und Angora - 1964: Der doppelte Nikolaus - 1965: Man soll den Onkel nicht vergiften - 1965: Weekend im Paradies - 1966: Angeklagt nach § 218 (Der Arzt stellt fest…) - 1966: Bonditis - 1968: Die fünfte Kolonne (Serie) – Eine Million auf Nummernkonto - 1968: Die seltsamen Methoden des Franz Josef Wanninger (Serie) – Süßigkeiten - 1968: Flachsmann als Erzieher | - 1969: Bitte recht freundlich, es wird geschossen - 1970: Schuster Aiolos - 1970: Verhör – 'Tatort' Chefzimmer - 1971: Professor Sound und die Pille - 1972: Ein Chirurg erinnert sich (Serie) - 1973: Krieg im dritten Stock - 1974: Okay S.I.R. (Fernsehserie) – Der Star und die Sterne - 1974: Autoverleih Pistulla (Serie) - 1975: Tatort – Treffpunkt Friedhof - 1977: Planübung - 1979: Die Mißvergnügten - 1981: Alte Liebe (nur Regie) |